# Gron (Cher)
Gron település Franciaországban, Cher megyében. Lakosainak száma 469 fő (2022. január 1.). Gron Chaumoux-Marcilly, Couy, Étréchy, Villabon, Villequiers és Baugy (Cher) községekkel határos.

## Népesség
A település népessége az elmúlt években az alábbi módon változott:
| Lakosok száma | 438  | 302  | 341  | 443  | 493  | 482  | 469  | 458  | 459  | 469  |
|               | 1968 | 1982 | 1990 | 2006 | 2013 | 2015 | 2017 | 2019 | 2020 | 2022 |